# کوزو کینوموتو
کوزو کینوموتو (انگلیسی: Kozo Kinomoto; ۸ ژانویهٔ ۱۹۴۹ – ۱۵ ژانویهٔ ۲۰۱۷) بازیکن فوتبال اهل ژاپن بود.
از باشگاه‌هایی که در آن بازی کرده‌است می‌توان به باشگاه فوتبال جف یونایتد ایچیهارا چیبا اشاره کرد.